# Szakinów
Szakinów (lit. Šakyna) – miasteczko na Litwie, położone w okręgu szawelskim i w rejonie szawelskim. Liczy 425 mieszkańców (2001).